# 나카무라 루이
나카무라 루이(일본어: 中村瑠衣, 1986년 7월 10일 ~ )는 일본의 가수이다.

## 사건
- 2011년 7월에 와인병으로 얼굴을 맞았다.[1]